# Photinia prunifolia
Photinia prunifolia là loài thực vật có hoa trong họ Hoa hồng. Loài này được (Hook. & Arn.) Lindl. miêu tả khoa học đầu tiên năm 1837.